# Bénac (Ariège)
Pour les articles homonymes, voir Bénac.
Bénac est une commune française située dans le centre-nord du département de l'Ariège, en région Occitanie.
Sur le plan historique et culturel, la commune  fait partie du pays de Foix, composé de la partie centrale du Plantaurel, du massif de l'Arize et d'un tronçon de la vallée de l'Ariège avec ses quelques affluents, mais qui n'est plus que l'ombre du prestigieux comté qui s'étendit jusqu'à l'Espagne et même au-delà. Exposée à un climat de montagne, elle est drainée par l' Arget, le ruisseau de Roques et par divers autres petits cours d'eau. Incluse dans le parc naturel régional des Pyrénées ariégeoises, la commune possède un patrimoine naturel remarquable composé de quatre zones naturelles d'intérêt écologique, faunistique et floristique.
Bénac est une commune rurale qui compte 174 habitants en 2022, après avoir connu une forte hausse de la population depuis 1975. Elle fait partie de l'aire d'attraction de Foix. Ses habitants sont appelés les Bénacois ou Bénacoises.
Le patrimoine architectural de la commune comprend un immeuble protégé au titre des monuments historiques : l'église Notre-Dame de Bénac, inscrite en 1957.

## Géographie

### Localisation
La commune de Bénac se trouve dans le département de l'Ariège, en région Occitanie.
Commune des Pyrénées située dans l'aire d'attraction de Foix, au milieu et au creux de la vallée de la Barguillière, appelée « la vallée verte ». Elle fait partie du parc naturel régional des Pyrénées ariégeoises.
Elle se situe à 6 km à vol d'oiseau de Foix, préfecture du département, et à 13 km de Varilhes, bureau centralisateur du canton du Val d'Ariège dont dépend la commune depuis 2015 pour les élections départementales.
La commune fait en outre partie du bassin de vie de Foix.
Les communes les plus proches sont : 
Brassac (1,1 km), Serres-sur-Arget (1,9 km), Saint-Pierre-de-Rivière (2,4 km), Ganac (2,7 km), Cos (4,0 km), Saint-Martin-de-Caralp (4,1 km), Burret (4,2 km), Le Bosc (6,0 km).
Sur le plan historique et culturel, Bénac fait partie du pays de Foix, composé de la partie centrale du Plantaurel, du massif de l'Arize et d'un tronçon de la vallée de l'Ariège avec ses quelques affluents, mais qui n'est plus que l'ombre du prestigieux comté qui s'étendit jusqu'à l'Espagne et même au-delà.

### Communes limitrophes
Bénac est limitrophe de trois autres communes.
Les communes limitrophes sont Brassac, Saint-Pierre-de-Rivière et Serres-sur-Arget.
| Serres-sur-Arget |         | Saint-Pierre-de-Rivière |
|                  | Bénac   |                         |
|                  | Brassac |                         |

### Géologie et relief
La commune est située dans les Pyrénées, une chaîne montagneuse jeune, érigée durant l'ère tertiaire (il y a 40 millions d'années environ), en même temps que les Alpes. Les terrains affleurants sur le territoire communal sont constitués de roches plutoniques datant du Paléozoïque, une ère géologique qui s'étend de −541 à −252,2 Ma (millions d'années). La structure détaillée des couches affleurantes est décrite dans la feuille « n°1075 - Foix » de la carte géologique harmonisée au 1/50 000ème du département de l'Ariège, et sa notice associée.
La superficie cadastrale de la commune publiée par l’Insee, qui sert de références dans toutes les statistiques, est de 2,80 km2,. La superficie géographique, issue de la BD Topo, composante du Référentiel à grande échelle produit par l'IGN, est quant à elle de 2,8 km2.Son relief est particulièrement découpé puisque la dénivelée maximale atteint 465 mètres. L'altitude du territoire varie entre 455 m et 920 m.
Vallée de la Barguillière.

### Hydrographie

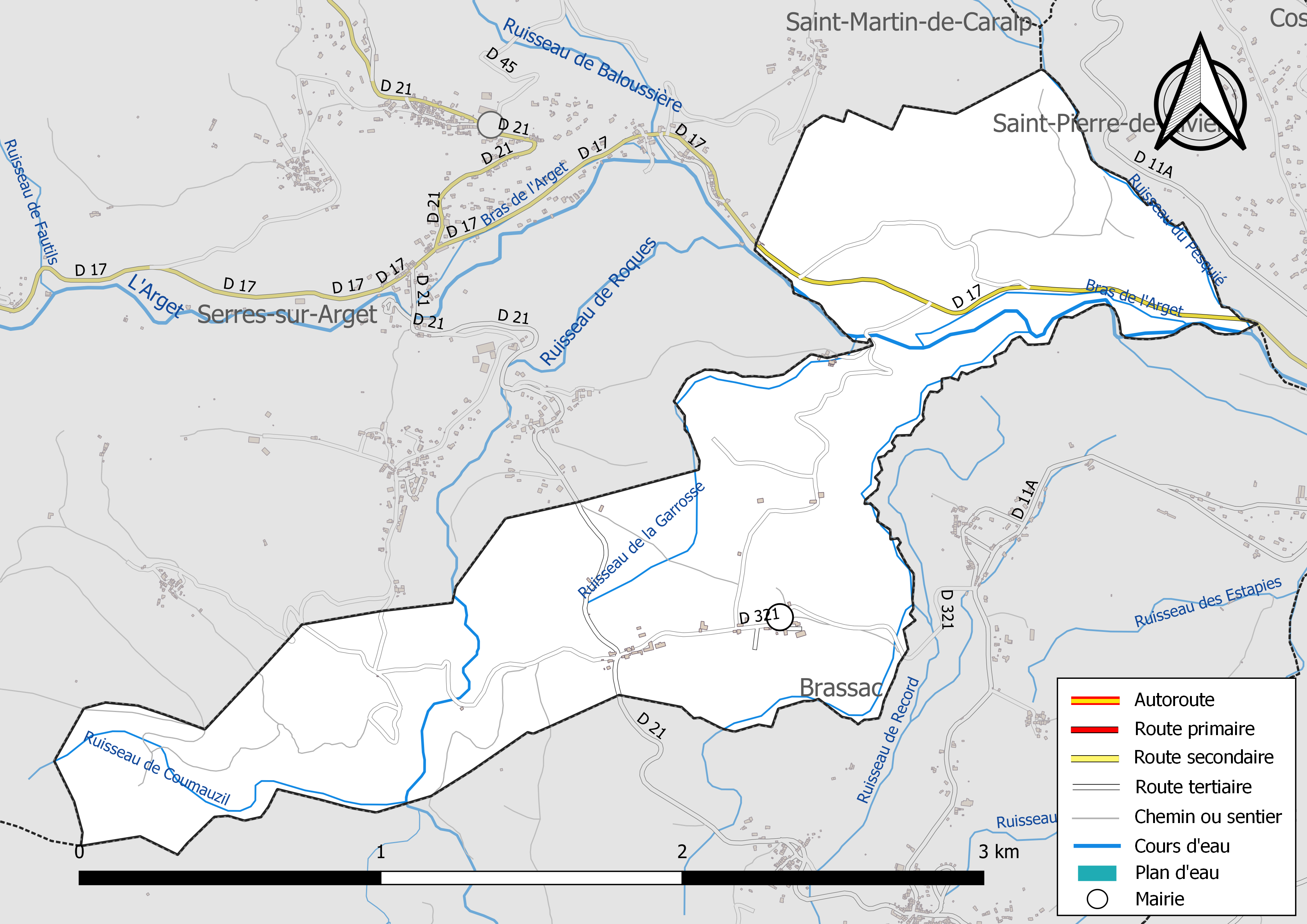
Réseaux hydrographique et routier de Bénac.

La commune est dans le bassin versant de la Garonne, au sein du bassin hydrographique Adour-Garonne. Elle est drainée par l'Arget, le ruisseau de Roques, un bras de l'Arget, le ruisseau de Coumauzil, le ruisseau de la Garrosse, le ruisseau de Record, le ruisseau du Pesquié et par divers petits cours d'eau, constituant un réseau hydrographique de 8 km de longueur totale,.
L'Arget, d'une longueur totale de 23 km, prend sa source dans la commune du Bosc et s'écoule du sud-ouest vers le nord-est. Il traverse la commune et se jette dans l'Ariège à Foix, après avoir traversé 8 communes.

### Climat
Pour des articles plus généraux, voir Climat de l'Occitanie et Climat de l'Ariège.
En 2010, le climat de la commune est de type climat océanique dégradé des plaines du Centre et du Nord, selon une étude s'appuyant sur une série de données couvrant la période 1971-2000. En 2020, Météo-France publie une typologie des climats de la France métropolitaine dans laquelle la commune est exposée à un climat de montagne et est dans la région climatique Pyrénées centrales, caractérisée par une pluviométrie annuelle de 1 000 à 1 200 mm.
Pour la période 1971-2000, la température annuelle moyenne est de 11,5 °C, avec une amplitude thermique annuelle de 14,8 °C. Le cumul annuel moyen de précipitations est de 920 mm, avec 10 jours de précipitations en janvier et 7,2 jours en juillet. Pour la période 1991-2020, la température moyenne annuelle observée sur la station météorologique la plus proche, située sur la commune de Cos à 4 km à vol d'oiseau, est de 12,4 °C et le cumul annuel moyen de précipitations est de 1 004,0 mm,. Pour l'avenir, les paramètres climatiques de la commune estimés pour 2050 selon différents scénarios d'émission de gaz à effet de serre sont consultables sur un site dédié publié par Météo-France en novembre 2022.

### Milieux naturels et biodiversité

#### Espaces protégés
La protection réglementaire est le mode d’intervention le plus fort pour préserver des espaces naturels remarquables et leur biodiversité associée,.
La commune fait partie du parc naturel régional des Pyrénées ariégeoises, créé en 2009 et d'une superficie de 245 973 ha, qui s'étend sur 138 communes du département. Ce territoire unit les plus hauts sommets aux frontières de l’Andorre et de l’Espagne (la Pique d’Estats, le Mont Valier, etc) et les plus hautes vallées des avants-monts, jusqu’aux plissements du Plantaurel.

#### Zones naturelles d'intérêt écologique, faunistique et floristique
L’inventaire des zones naturelles d'intérêt écologique, faunistique et floristique (ZNIEFF) a pour objectif de réaliser une couverture des zones les plus intéressantes sur le plan écologique, essentiellement dans la perspective d’améliorer la connaissance du patrimoine naturel national et de fournir aux différents décideurs un outil d’aide à la prise en compte de l’environnement dans l’aménagement du territoire.
Trois ZNIEFF de type 1 sont recensées sur la commune :
- l'« aval de l'Arget et affluents (vallée de la Barguillère) » (71 ha), couvrant 7 communes du département[27] ;
- le « massif de l'Arize, versant nord » (12 354 ha), couvrant 23 communes du département[28],
- le « massif de l'Arize, zone d'altitude » (15 897 ha), couvrant 26 communes du département[29] ;

et une ZNIEFF de type 2, : 
le « massif de l'Arize » (42 110 ha), couvrant 40 communes du département.

Carte des ZNIEFF de type 1 et 2 à Bénac.
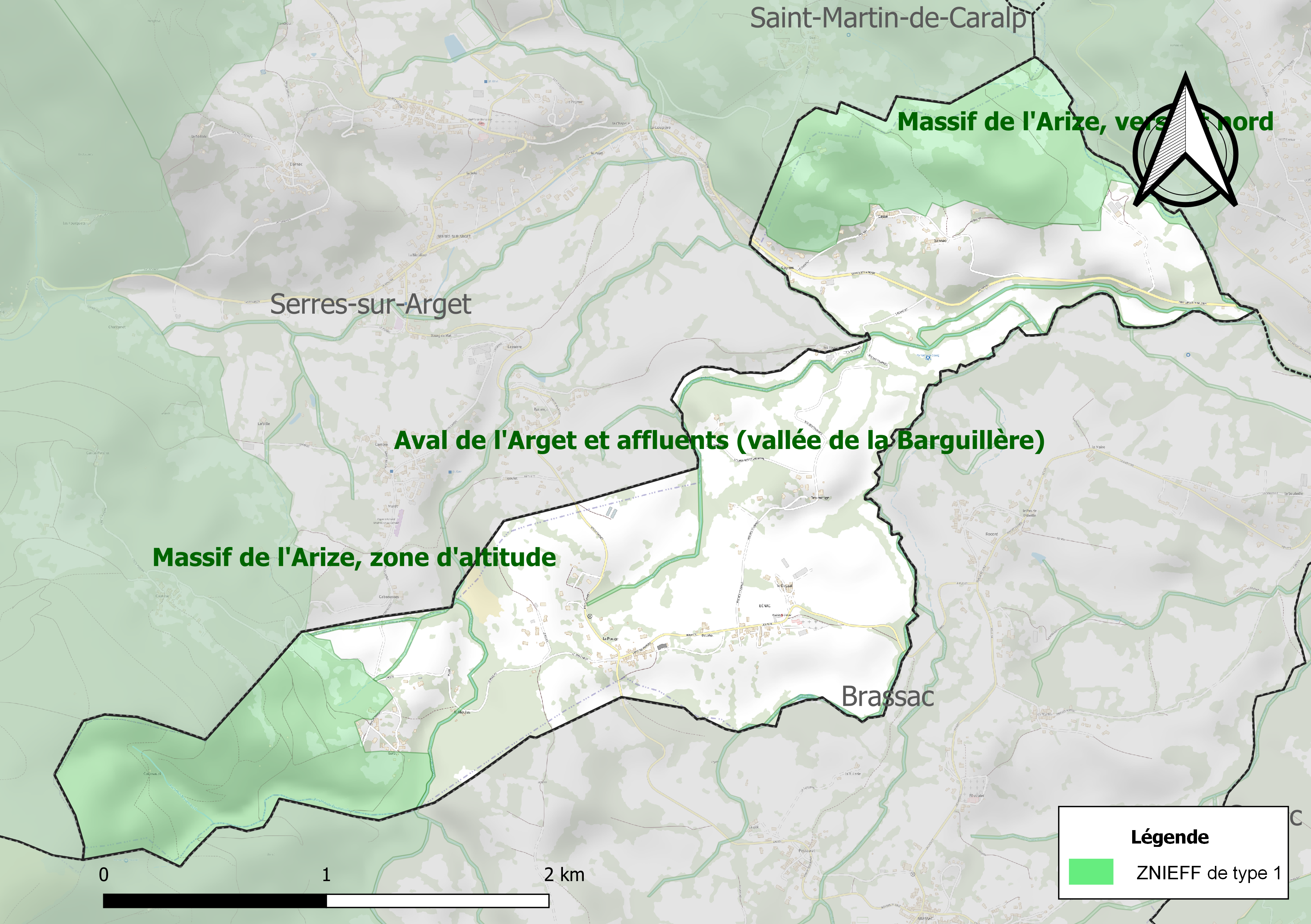
Carte des ZNIEFF de type 1 sur la commune.
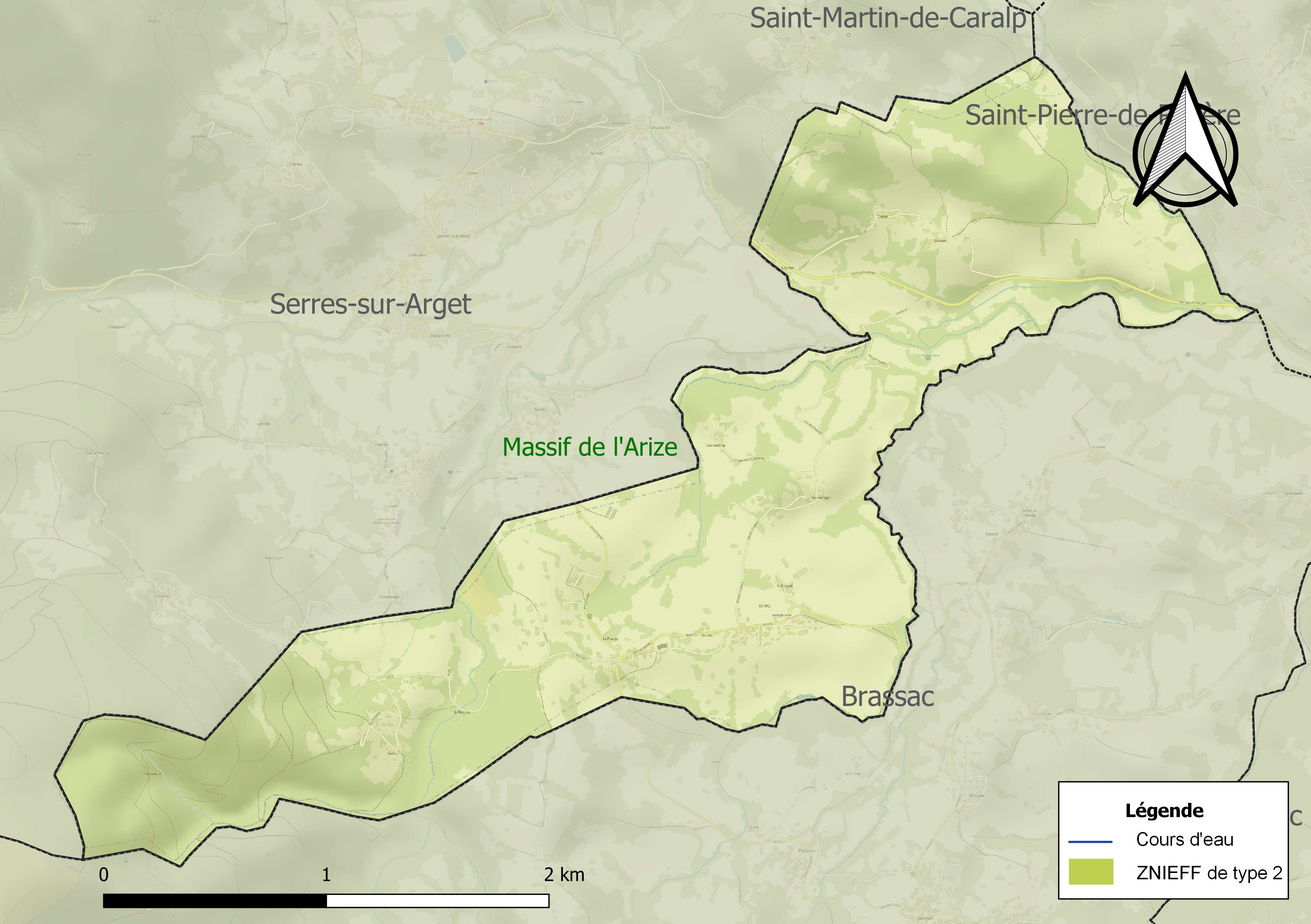
Carte de la ZNIEFF de type 2 sur la commune.

## Urbanisme

### Typologie
Au 1er janvier 2024, Bénac est catégorisée commune rurale à habitat dispersé, selon la nouvelle grille communale de densité à 7 niveaux définie par l'Insee en 2022.
Elle est située hors unité urbaine. Par ailleurs la commune fait partie de l'aire d'attraction de Foix, dont elle est une commune de la couronne,. Cette aire, qui regroupe 38 communes, est catégorisée dans les aires de moins de 50 000 habitants,.

### Occupation des sols

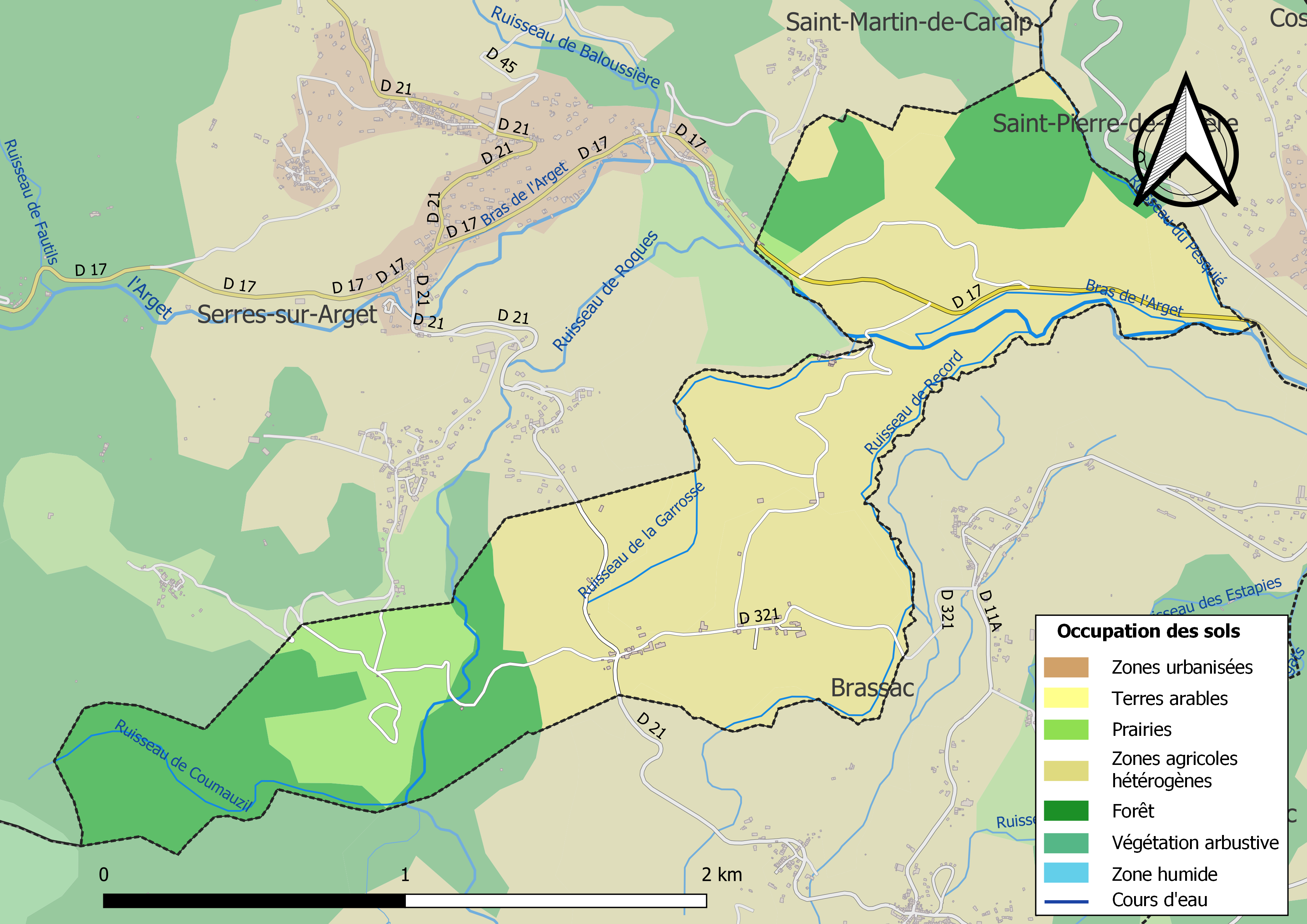
Carte des infrastructures et de l'occupation des sols de la commune en 2018 (CLC).

L'occupation des sols de la commune, telle qu'elle ressort de la base de données européenne d’occupation biophysique des sols Corine Land Cover (CLC), est marquée par l'importance des territoires agricoles (73,6 % en 2018), une proportion identique à celle de 1990 (73,6 %). La répartition détaillée en 2018 est la suivante : 
zones agricoles hétérogènes (63,8 %), forêts (26,4 %), prairies (9,9 %). L'évolution de l’occupation des sols de la commune et de ses infrastructures peut être observée sur les différentes représentations cartographiques du territoire : la carte de Cassini (XVIIIe siècle), la carte d'état-major (1820-1866) et les cartes ou photos aériennes de l'IGN pour la période actuelle (1950 à aujourd'hui).

### Hameaux
Le Cassé, Coumolarip, Doumengé, Garbet, Sannac, Lapouge, Le Moulas, Le Pujol, Janissou, Montaut-et-Ballou…

### Habitat et logement
En 2018, le nombre total de logements dans la commune était de 135, alors qu'il était de 127 en 2013 et de 125 en 2008.
Parmi ces logements, 64,1 % étaient des résidences principales, 26,6 % des résidences secondaires et 9,3 % des logements vacants. Ces logements étaient pour 95,5 % d'entre eux des maisons individuelles et pour 3,8 % des appartements.
Le tableau ci-dessous présente la typologie des logements à Bénac en 2018 en comparaison avec celle de l'Ariège et de la France entière. Une caractéristique marquante du parc de logements est ainsi une proportion de résidences secondaires et logements occasionnels (26,6 %) supérieure à celle du département (24,6 %) et à celle de la France entière (9,7 %). Concernant le statut d'occupation de ces logements, 83,5 % des habitants de la commune sont propriétaires de leur logement (81,3 % en 2013), contre 66,3 % pour l'Ariège et 57,5 % pour la France entière.
| Typologie                                               | Bénac | Ariège | France entière |
| ------------------------------------------------------- | ----- | ------ | -------------- |
| Résidences principales (en %)                           | 64,1  | 65,7   | 82,1           |
| Résidences secondaires et logements occasionnels (en %) | 26,6  | 24,6   | 9,7            |
| Logements vacants (en %)                                | 9,3   | 9,7    | 8,2            |

### Voies de communication et transports
La commune est desservie par les routes départementales D 17, D 21 et D 321.

### Risques majeurs
Le territoire de la commune de Bénac est vulnérable à différents aléas naturels : inondations, climatiques (grand froid ou canicule), feux de forêts, mouvements de terrains et séisme (sismicité modérée). Il est également exposé à un risque particulier, le risque radon,.

#### Risques naturels

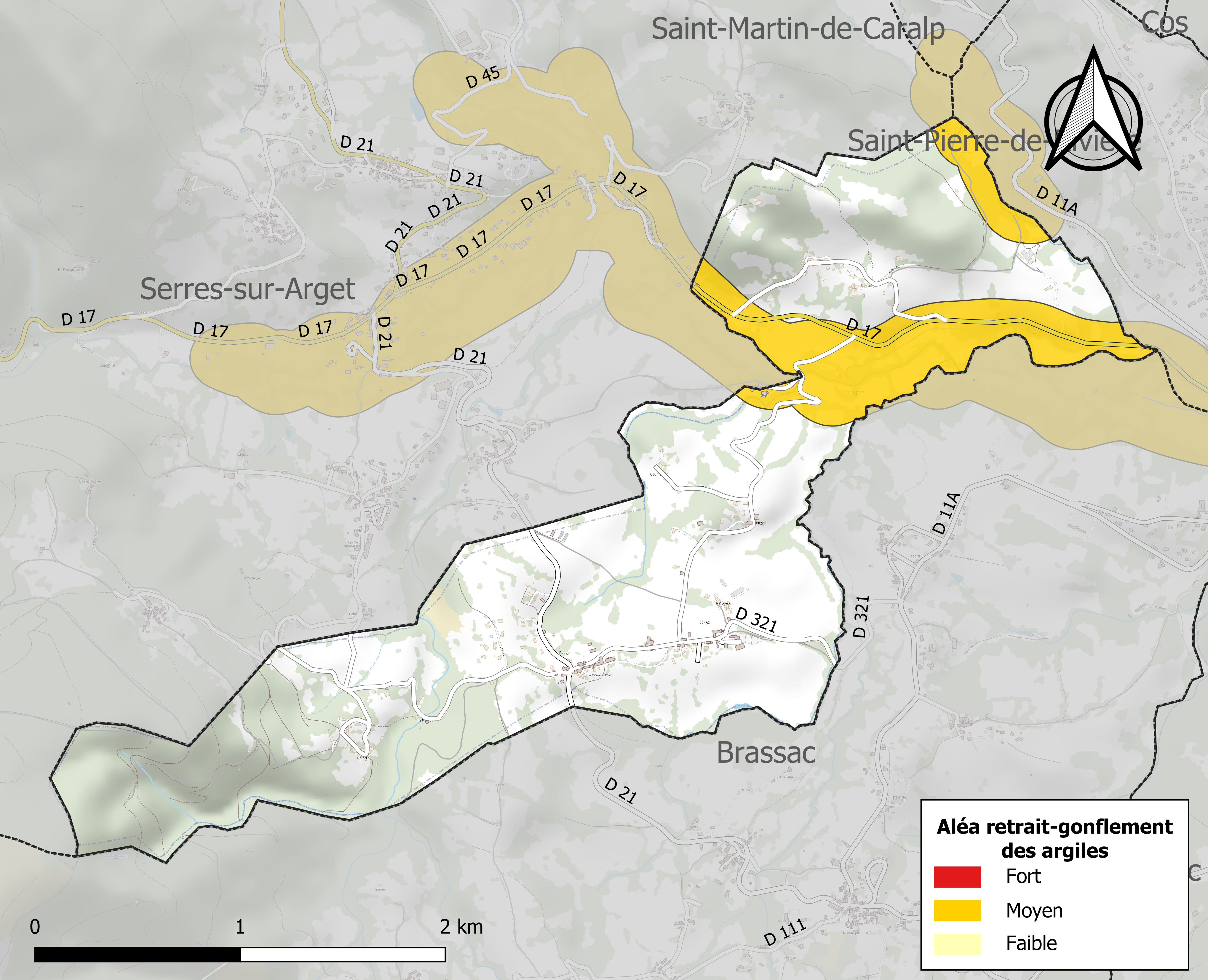
Zonage de l'aléa retrait-gonflement des argiles sur la commune de Bénac.

Certaines parties du territoire communal sont susceptibles d’être affectées par le risque d’inondation par débordement, crue torrentielle d'un cours d'eau, ou ruissellement d'un versant.
Les mouvements de terrains susceptibles de se produire sur la commune sont soit des chutes de blocs, soit des glissements de terrains, soit des mouvements liés au retrait-gonflement des argiles. Près de 50 % de la superficie du département est concernée par l'aléa retrait-gonflement des argiles, dont la commune de Bénac. L'inventaire national des cavités souterraines permet par ailleurs de localiser celles situées sur la commune.

#### Risque particulier
Dans plusieurs parties du territoire national, le radon, accumulé dans certains logements ou autres locaux, peut constituer une source significative d’exposition de la population aux rayonnements ionisants. Toutes les communes du département sont concernées par le risque radon à un niveau plus ou moins élevé. Selon la classification de 2018, la commune de Bénac est classée en zone 3, à savoir zone à potentiel radon significatif.

## Toponymie
Étymologie : le « domaine de Beninus » (nom d'homme latin) et suffixe acum.

## Politique et administration

### Découpage territorial
La commune de Bénac est membre de la communauté d'agglomération Pays Foix-Varilhes, un établissement public de coopération intercommunale (EPCI) à fiscalité propre créé le 16 novembre 2016 dont le siège est à Foix. Ce dernier est par ailleurs membre d'autres groupements intercommunaux.
Sur le plan administratif, elle est rattachée à l'arrondissement de Foix, au département de l'Ariège, en tant que circonscription administrative de l'État, et à la région Occitanie.
Sur le plan électoral, elle dépend du canton du Val d'Ariège pour l'élection des conseillers départementaux, depuis le redécoupage cantonal de 2014 entré en vigueur en 2015, et de la première circonscription de l'Ariège  pour les élections législatives, depuis le redécoupage électoral de 1986.

### Administration municipale
Le nombre d'habitants au recensement de 2017 étant compris entre 100 et 499, le nombre de membres du conseil municipal pour l'élection de 2020 est de onze,.

### Liste des maires
| Période                                  | Période   | Identité         | Étiquette | Qualité  |
| ---------------------------------------- | --------- | ---------------- | --------- | -------- |
| mars 2001                                | mars 2014 | Jacques Piquemal |           |          |
| mars 2014                                | en cours  | Paul Cayrol      | SE-DVG    | Retraité |
| Les données manquantes sont à compléter. |           |                  |           |          |

## Population et société

### Démographie
L'évolution du nombre d'habitants est connue à travers les recensements de la population effectués dans la commune depuis 1793. Pour les communes de moins de 10 000 habitants, une enquête de recensement portant sur toute la population est réalisée tous les cinq ans, les populations de référence des années intermédiaires étant quant à elles estimées par interpolation ou extrapolation. Pour la commune, le premier recensement exhaustif entrant dans le cadre du nouveau dispositif a été réalisé en 2005.

En 2022, la commune comptait 174 habitants, en évolution de −4,4 % par rapport à 2016 (Ariège : +1,48 %, France hors Mayotte : +2,11 %).
| 1793 | 1800 | 1806 | 1821 | 1831 | 1836 | 1841 | 1846 | 1851 |
| ---- | ---- | ---- | ---- | ---- | ---- | ---- | ---- | ---- |
| 172  | 206  | 236  | 275  | 302  | 307  | 297  | 296  | 305  |

| 1856 | 1861 | 1866 | 1872 | 1876 | 1881 | 1886 | 1891 | 1896 |
| ---- | ---- | ---- | ---- | ---- | ---- | ---- | ---- | ---- |
| 261  | 272  | 293  | 290  | 300  | 304  | 294  | 302  | 278  |

| 1901 | 1906 | 1911 | 1921 | 1926 | 1931 | 1936 | 1946 | 1954 |
| ---- | ---- | ---- | ---- | ---- | ---- | ---- | ---- | ---- |
| 252  | 236  | 230  | 164  | 162  | 159  | 139  | 129  | 122  |

| 1962 | 1968 | 1975 | 1982 | 1990 | 1999 | 2005 | 2006 | 2010 |
| ---- | ---- | ---- | ---- | ---- | ---- | ---- | ---- | ---- |
| 119  | 107  | 86   | 118  | 125  | 152  | 177  | 178  | 172  |

| 2015 | 2020 | 2022 | - | - | - | - | - | - |
| ---- | ---- | ---- | - | - | - | - | - | - |
| 179  | 177  | 174  | - | - | - | - | - | - |

| selon la population municipale des années : | 1968 | 1975 | 1982 | 1990 | 1999 | 2006 | 2009 | 2013 |
| Rang de la commune dans le département      | 221  | 181  | 151  | 179  | 121  | 150  | 158  | 160  |
| Nombre de communes du département           | 340  | 328  | 330  | 332  | 332  | 332  | 332  | 332  |

### Enseignement
Bénac fait partie de l'académie de Toulouse.

### Activités sportives
Pétanque,

## Économie

### Revenus
En 2018, la commune compte 80 ménages fiscaux, regroupant 171 personnes. La médiane du revenu disponible par unité de consommation est de 22 020 € (19 820 € dans le département).

### Emploi
| Division       | 2008   | 2013   | 2018   |
| -------------- | ------ | ------ | ------ |
| Commune        | 10,3 % | 10,2 % | 2 %    |
| Département    | 8,9 %  | 11,1 % | 11,2 % |
| France entière | 8,3 %  | 10 %   | 10 %   |

En 2018, la population âgée de 15 à 64 ans s'élève à 103 personnes, parmi lesquelles on compte 71,3 % d'actifs (69,3 % ayant un emploi et 2 % de chômeurs) et 28,7 % d'inactifs,. En  2018, le taux de chômage communal (au sens du recensement) des 15-64 ans est inférieur à celui de la France et du département, alors qu'en 2008 la situation était inverse.
La commune fait partie de la couronne de l'aire d'attraction de Foix, du fait qu'au moins 15 % des actifs travaillent dans le pôle,. Elle compte 20 emplois en 2018, contre 21 en 2013 et 25 en 2008. Le nombre d'actifs ayant un emploi résidant dans la commune est de 74, soit un indicateur de concentration d'emploi de 27,2 % et un taux d'activité parmi les 15 ans ou plus de 49,7 %.
Sur ces 74 actifs de 15 ans ou plus ayant un emploi, 12 travaillent dans la commune, soit 16 % des habitants. Pour se rendre au travail, 87,7 % des habitants utilisent un véhicule personnel ou de fonction à quatre roues, 1,4 % les transports en commun et 11 % n'ont pas besoin de transport (travail au domicile).

### Activités hors agriculture
12 établissements sont implantés  à Bénac au 31 décembre 2019.
Le secteur des activités spécialisées, scientifiques et techniques et des activités de services administratifs et de soutien est prépondérant sur la commune puisqu'il représente 25 % du nombre total d'établissements de la commune (3 sur les 12 entreprises implantées  à Bénac), contre 13,2 % au niveau départemental.

### Agriculture
|                                   | 1988 | 2000 | 2010 |
| --------------------------------- | ---- | ---- | ---- |
| Exploitations                     | 5    | 3    | 3    |
| Superficie agricole utilisée (ha) | 114  | 176  | 235  |

La commune fait partie de la petite région agricole dénommée « Région sous-pyrénéenne ». En 2010, l'orientation technico-économique de l'agriculture  sur la commune est l'élevage de bovins pour la viande. Trois exploitations agricoles ayant leur siège dans la commune sont dénombrées lors du recensement agricole de 2010 (cinq en 1988). La superficie agricole utilisée est de 235 ha.

## Culture locale et patrimoine

### Lieux et monuments

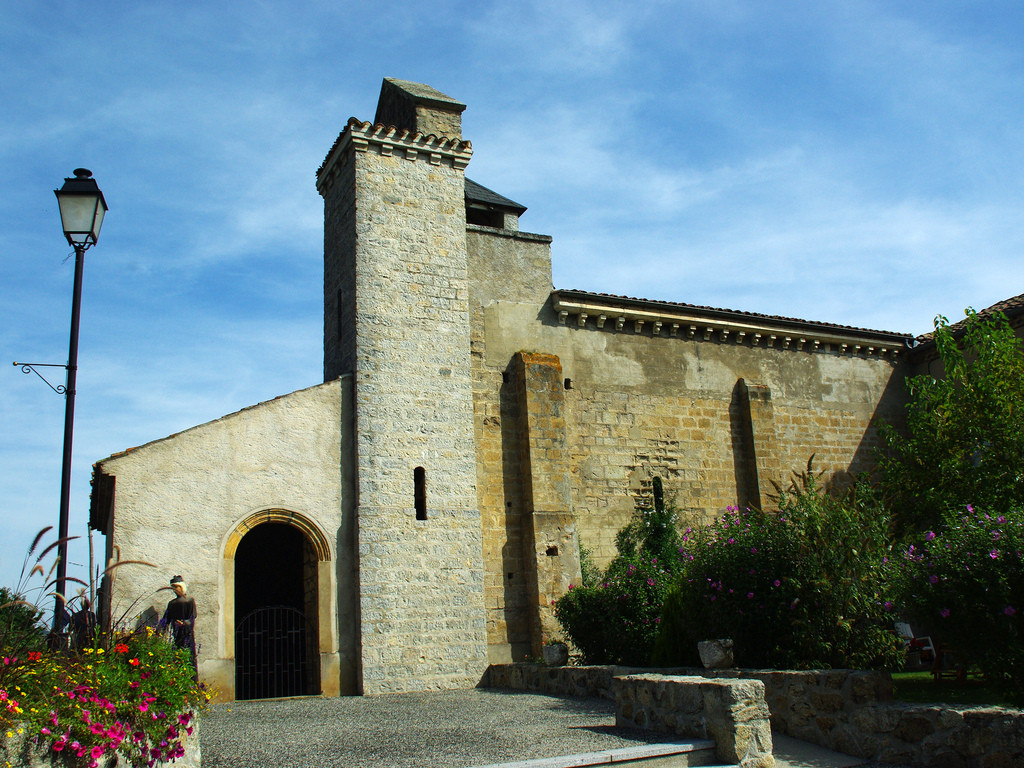
Église Notre-Dame.

- Église Notre-Dame de Bénac, de style roman datant du XIIe siècle, restaurée au XXe siècle, inscrite en 1957 aux Monuments historiques[57].
- Château de Lapouge, datant du XVIIe siècle remanié au XIXe siècle, ancienne demeure des barons de Bellissen-Bénac, propose des chambres d'hôtes.

### Personnalités liées à la commune
- Cyprien de Bellissen (1840-1925), baron de  Bénac, diplomate et député de l'Ariège.
- Chloé Mortaud, Miss France 2009.

## Pour approfondir